# Pizzo Stella
De Pizzo Stella is een 3163 meter hoge berg in de Italiaanse provincie Sondrio.
De berg ligt in het oosten van de wintersportplaats Madesimo en ten zuiden van het Val di Lei. Dit laatste dal is vanuit Italië alleen te voet te bereiken, onder meer over de Passo di Angeloga (2391 m) die aan de noordelijke voet van de berg ligt. Dit dal is het enige stuk Italiaans grondgebied dat deel uitmaakt van het stroomgebied van de Rijn.
Op 7 september 1865 werd de Pizzo Stella voor het eerst beklommen door de Ier John Ball, G. Arconati en G. dell'Adamino. Uitgangspunt voor de beklimming van de berg is het Rifugio Chiavenna (2044 m). Deze berghut is te bereiken via Fracisio, een frazione van Campodolcino. Vanaf de top heeft men uitzicht op de bergtoppen van het hoge Valchiavenna en het Val di Lei. In het zuiden zijn de bergen van het Val Bregaglia, de Monte Legnone en de Grigna te zien